# Lennart Pettersson (socialdemokrat)
Nils Lennart Pettersson (i riksdagen kallad Pettersson i Lund), född 10 april 1936 i Borås, död 28 september 1994 på M/S Estonia vid Estoniakatastrofen, var en svensk civilekonom och socialdemokratisk politiker.
Pettersson var riksdagsledamot 1969–1991, invald i Fyrstadskretsens valkrets. Pettersson var bland annat ordförande i näringsutskottet 1988–1991, ledamot av Europarådets svenska delegation och suppleant i skatteutskottet.